# Jakopin
Jakopin je priimek v Sloveniji, ki ga je po podatkih Statističnega urada Republike Slovenije na dan 1. januarja 2010 uporabljalo 362 oseb.

## Znani nosilci priimka
- Gitica Jakopin (1928—1996), pisateljica, prevajalka, (otroška) pesnica
- Gitica Jakopin (pesnica) (* 2003), pesnica
- Franc Jakopin (1921—2002), jezikoslovec, slavist, leksikograf in imenoslovec, akademik
- Iztok Jakopin, novinar
- Jakob Jakopin - Žak Feliksovič Jakobin (1897—1993), agronom in izumitelj (v Rusiji)
- Japec Jakopin (*1951), zdravnik, industrijski oblikovalec (plovil)
- Jernej Jakopin (*1957), arhitekt, industrijski oblikovalec (plovil)
- John Jakopin (*1975), kanadski hokejist
- Jure Jakopin, alpski smučar
- Marija Jakopin, gozdarka, matematičarka, pisateljica
- Primož Jakopin (*1949), slovenski računalnikar in jezikoslovec, jamar
- Tanja Jakopin, likovna umetnica
- Vid Jakopin, odbojkar
- Viljem Jakopin (1939—2024), slikar, grafik, kipar, preparator, likovni terapevt
- Žiga Jakopin, farmacevtski kemik